# متحف جرمة

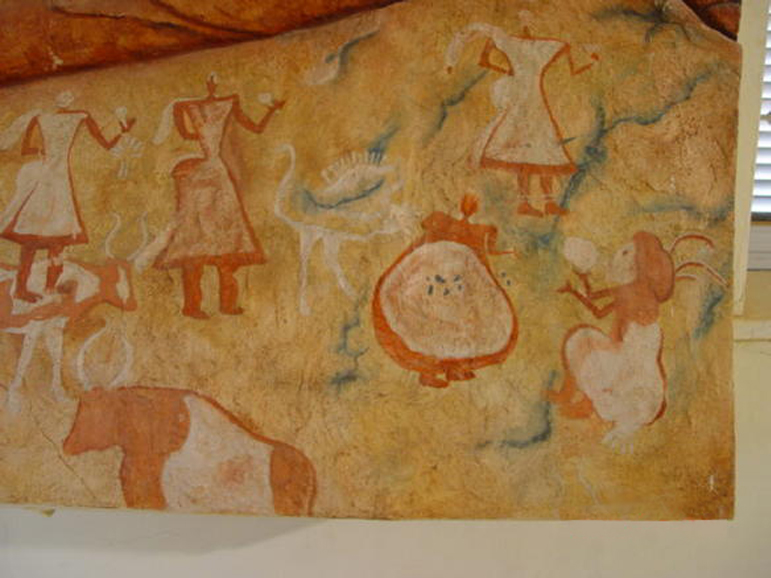
لوحة فنية اكتشفت في كهف في جرمة. (من معروضات متحف جرمة)

متحف جرمة الأثري أو متحف حضارة الجرمنت في مدينة جرمة الأثرية بالجنوب الليبي. المتحف تم بنائه العام 1968 وافتتح العام 1969 ووأعيد توسيعه العام 1970 حيث افتتح بعدها بعام، أعيد تأسيسه في العام 1989.
المتحف يصنف بأنه إقليمي أي يضم محتويات تاريخية من المنطقة التي يتواجد بها يحتوي مجموعة من الرسومات والنقوش التي رسمها الإنسان القديم في ليبيا، إضافة إلى أحجار يعود تاريخها لفترة ما قبل التاريخ.
يتكون المتحف من خمسة صالات هي صالة معروضات مراحل ما قبل التاريخ، صالة آثار العصور الجرمنتية، صالة آثار العصور الإسلامية، صالة المقتنيات الشعبية الخاصة بمنطقة الجنوب وصالة عصر الجماهير.
كما يحتوي المتحف على مومياوات تعود إلى نحو 2300 عام خلت. ويصل عدد السياح الذين يزورون هذا المتحف إلى نحو 110,000 سائح في كل موسم، ويتضاعف عددهم عند إضافة من يقومون بزيارة المدينة القديمة في جرمة، وجبال أكاكوس والسياحة الصحراوية.

## مومياء بوترنة
مومياء «بوترنة» هي مومياء تم اكتشافها العام 1968 واستخرجت في العام 1969 على يد بعثة الآثار الألمانية التي رأسها عالم الآثار الألماني هلموت زيجرت، وعثر عليها مغطاة بشجر التباريت كونه كان يستعمل في التحنيط. المومياء عمرها 9 سنوات وعثر عليها في وضع جنيني، وقد عاشت في حوالي العام 300 قبل الميلاد.
عثر عليها في منطقة أبو ترنة القريبة من منطقة بنت بيه والتي تبعد 60 كيلومترا جنوب جرمة.